# 玛那莎河
玛那莎河（孟加拉语：মনসা）是布拉马普特拉河（雅鲁藏布江下游）的一个支流。河长376km，流域面积3.75万平方公里，年径流量320亿立方米。以印度教神话中的女蛇神玛那莎命名。发源于中国西藏山南地区的喜马拉雅山东段，包括库日曲、达旺曲、娘江曲（正源）等，在不丹境内称作当梅曲（Drangme Chhu）。其源头为中国西藏喜马拉雅山脉，流经不丹东部又有芒德曲（Mangde chhu，又称通萨河）和布姆塘曲加入，向南流经 印度的阿萨姆邦，在印度的焦吉科巴（Jogighopa）汇入布拉马普特拉河。夏季由于积雪的融化会使水位增高。河水主要用于灌溉。